# Fritz Sauer (Turner)
Fritz Sauer (* 1872; † unbekannt) war ein deutscher Kunstturner.

## Biografie
Fritz Sauer nahm bei den Olympischen Sommerspielen 1900 in Paris im Einzelmehrkampf teil, wo er den 84. Rang belegte.